# Két tojás száz bajt csinál
A Két tojás száz bajt csinál (eredeti cím: Double, Double, Toil and Trouble) 1993-ban bemutatott amerikai televíziós halloweeni témájú családi film Stuart Margolin rendezésében. A főszerepben Mary-Kate és Ashley Olsen látható.

## Cselekmény
Kelly és Linn Farmer Halloweenkor szüleikkel, Donnal és Christine-nel meglátogatják nagynénjüket, Agatha nénit. Az Agatha néninél tett látogatás hatására a két kislány nagy kalandra indul, hogy megszerezzék a mágikus Holdkövet. Ennek során segít nekik három, a kalandok közben megismert barátjuk, Mr. N, Oscar és Sírásó.
Végül megszerzik az ereklyét és segítségével kiszabadítják Agatha ikertestvérét, Sophiát – Agatha-t küldve a helyére a tükörbe. Sophiával újra egy teljes boldog családdá válnak.

## Szereplők
| Szerep                       | Színész         | Magyar hang        |
| ---------------------------- | --------------- | ------------------ |
| Kelly Farmer / fiatal Sophia | Mary-Kate Olsen | Molnár Ilona       |
| Lynn Farmer / fiatal Agatha  | Ashley Olsen    | Mánya Zsófi        |
| Agatha néni / Sophia néni    | Cloris Leachman | Hacser Józsa       |
| Agatha néni / Sophia néni    | Cloris Leachman | Gyimesi Pálma      |
| George                       | Matthew Walker  | Kiss Jenő          |
| Don Farmer                   | Eric McCormack  | Csernák János      |
| Christine Farmer             | Kelli Fox       | Györgyi Anna       |
| Mr. N.                       | Meshach Taylor  | Rajhona Ádám       |
| Oscar                        | Phil Fondacaro  | Maros Gábor        |
| Sírásó                       | Wayne Robson    | Hunyadkürti István |
| Madame Lulu                  | Babs Chula      | Pálos Zsuzsa       |